# Nomegestrol
Nomegestrol  ist ein synthetisch hergestelltes Gestagen (Progestin). Sein  Ester Nomegestrolacetat wird als Arzneistoff  in Kombination mit Estradiol zur Empfängnisverhütung (Antibabypille) verwendet. Die Wirkung beruht auf der Unterdrückung des Eisprungs (Ovulationshemmung).

## Eigenschaften

Nomegestrolacetat

Nomegestrolacetat ist eine weiße bis cremefarbene nicht-hygroskopische kristalline Substanz und praktisch unlöslich in Wasser. Der Oktanol-Wasser-Verteilungskoeffizient beträgt 3,70 (bei 25 °C).
Nomegestrolacetat hat 6 asymmetrische C-Atome. Die Konfiguration am C8, C9, C10, C13 und am C14 ist durch die Ringstruktur vorgegeben. Nomegestrolacetat zeigt Polymorphismus.

## Wirkungen
Nomegestrolacetat leitet sich vom Progesteron ab und hat eine starke Affinität zum menschlichen Progesteron-Rezeptor. Es wirkt antigonadotropin, antiestrogen und leicht antiandrogen.
Nomegestrolacetatat weist weder estrogene, androgene, glukokortikoide noch mineralokortikoide Wirkungen auf.

## Aufnahme und Verteilung im Körper
Oral angewendetes Nomegestrolacetat wird rasch resorbiert. Maximale Nomegestrolacetat-Plasmakonzentrationen von circa 7 ng/ml werden 2 Stunden nach Einmalgabe erreicht. Die absolute Bioverfügbarkeit von Nomegestrolacetat nach Einmalgabe beträgt 63 %. Die Aufnahme von Nahrungsmittel zeigte keine klinisch relevanten Auswirkungen auf die Bioverfügbarkeit von Nomegestrolacetat.

## Verwendung bei Störungen des Menstruationszyklus
Nomegestrolacetatat wird bei Störungen des Menstruationszyklus (Menometrorrhagie, sekundäre Amenorrhoe, uterine Hämorrhagien, insbesondere in der Zeit der Menopause) verwendet, sowie zur Behandlung der Dysmenorrhoe und des prämenstruelles Syndroms.

## Verwendung zur Empfängnisverhütung
Unter dem Handelsnamen Zoely wurde die erste monophasische Kombinationspille, die das in dieser Form auch im weiblichen Organismus vorkommende Östrogen 17β-Estradiol sowie Nomegestrolacetat enthält, im Juli 2011 europaweit zur oralen Kontrazeption zugelassen. Die Einnahme erfolgt pro Zyklus über 28 Tage mit je 24 wirkstoffhaltigen und 4 wirkstofffreien Tabletten.

### Studien
Das Medikament hatte in einer Phase-III-Studie (SAMBA), die im European Journal of Contraception and Reproductive Health Care veröffentlicht wurde, eine überzeugende kontrazeptive Sicherheit bei Frauen im Alter von 18 bis 50 Jahren gezeigt. Die 1.591 Anwenderinnen hatten kürzere Entzugsblutungen als die 535 Studienteilnehmerinnen in der Vergleichsgruppe mit 3 mg Drospirenon (DRSP)/30 μg Ethinylestradiol (EE) und eine vergleichbare Rate an Zwischen- und Schmierblutungen in beiden Studienarmen.

### Unerwünschte Wirkungen und Anwendungsbeschränkungen
Gegenanzeigen für Zoely sind bestehende oder vorausgegangene venöse Thrombosen (tiefe Beinvenenthrombose, Lungenembolie), arterielle Thrombosen (z. B. Myokardinfarkt), Prodrome einer Thrombose (z. B. transitorische ischämische Attacke, Angina Pectoris), bestehender oder vorausgegangener Schlaganfall, Migräne mit fokalen neurologischen Symptomen in der Anamnese, Vorliegen eines schwerwiegenden Risikofaktors oder mehrerer Risikofaktoren für eine venöse oder eine arterielle Thrombose wie: Diabetes mellitus mit Gefäßveränderungen; schwere Hypertonie; schwere Dyslipoproteinämie sowie nicht abgeklärte vaginale Blutungen. In der Schwangerschaft darf Zoely nicht genommen werden.
Wechselwirkungen zwischen oralen Kontrazeptiva und Arzneimitteln, die Enzyme induzieren, können zu Durchbruchblutungen und sogar zu kontrazeptivem Versagen führen: z. B.
Phenytoin, Phenobarbital, Primidon, Bosentan, Carbamazepin, Rifampicin und Arzneimittel oder pflanzliche Zubereitungen, die Johanniskraut enthalten und, in geringerem Maße, Oxcarbazepin, Topiramat, Felbamat und Griseofulvin.
Als unerwünschte Wirkungen (Nebenwirkungen) können Akne, verminderte Libido, Depression/depressive Verstimmung, Stimmungsschwankungen, Kopfschmerzen, Migräne und Übelkeit auftreten.
Als seltene Nebenwirkung kann ein Meningeom (ein gutartiger Tumor der Hirnhaut) auftreten. Das Risiko dafür steigt bei Einnahme einer hohen Dosierung oder über einen langen Zeitraum. Daher hat der Pharmakovigilanzausschuss (PRAC) der Europäischen Arzneimittel-Agentur (EMA) im Juli 2022 empfohlen, dass Medikamente mit einer hohen Nomegestrol-Dosis (3,75 – 5 mg) nur in der niedrigsten wirksamen Dosierung und nur so kurz wie möglich eingesetzt werden sollen, und nur dann, wenn andere Behandlungsmöglichkeiten nicht infrage kommen.

### Lieferengpass
Im Sommer 2019 kam es zu mehrmonatigen Lieferengpässen bei Zoely in Deutschland. Der Hersteller begründete dies u. a. mit Problemen mit einer Verpackungsstraße und Engpässen bei der Wirkstoffherstellung.

## Handelsnamen
- Teva Pharmaceutical Industries: Lutenyl (F, B, IT)
- MSD Sharp & Dohme: in fixer Kombination mit Estradiol: Zoely